# Jatropha mollissima
Jatropha mollissima là một loài thực vật có hoa trong họ Đại kích. Loài này được (Pohl) Baill. mô tả khoa học đầu tiên năm 1864.

## Hình ảnh

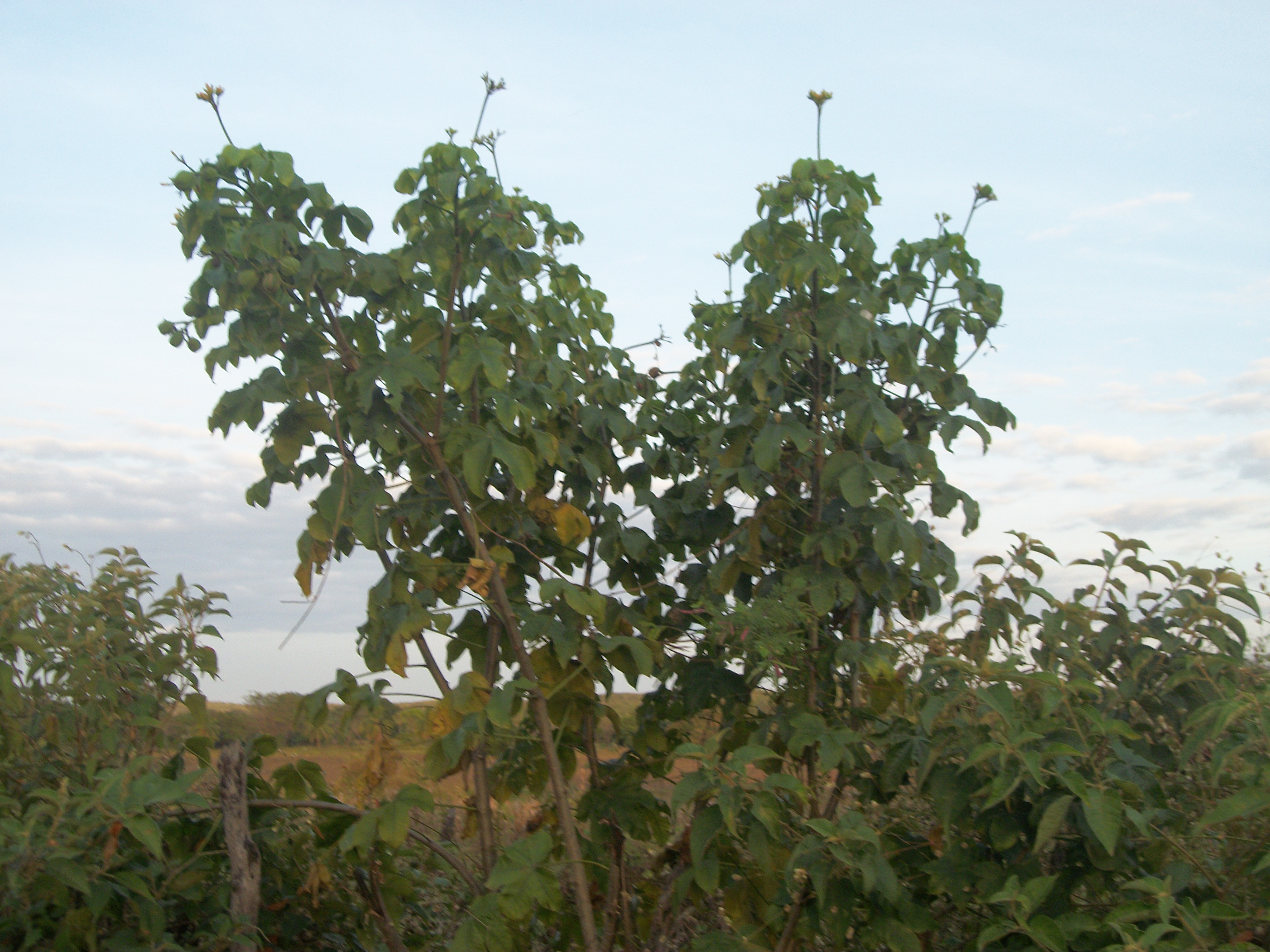
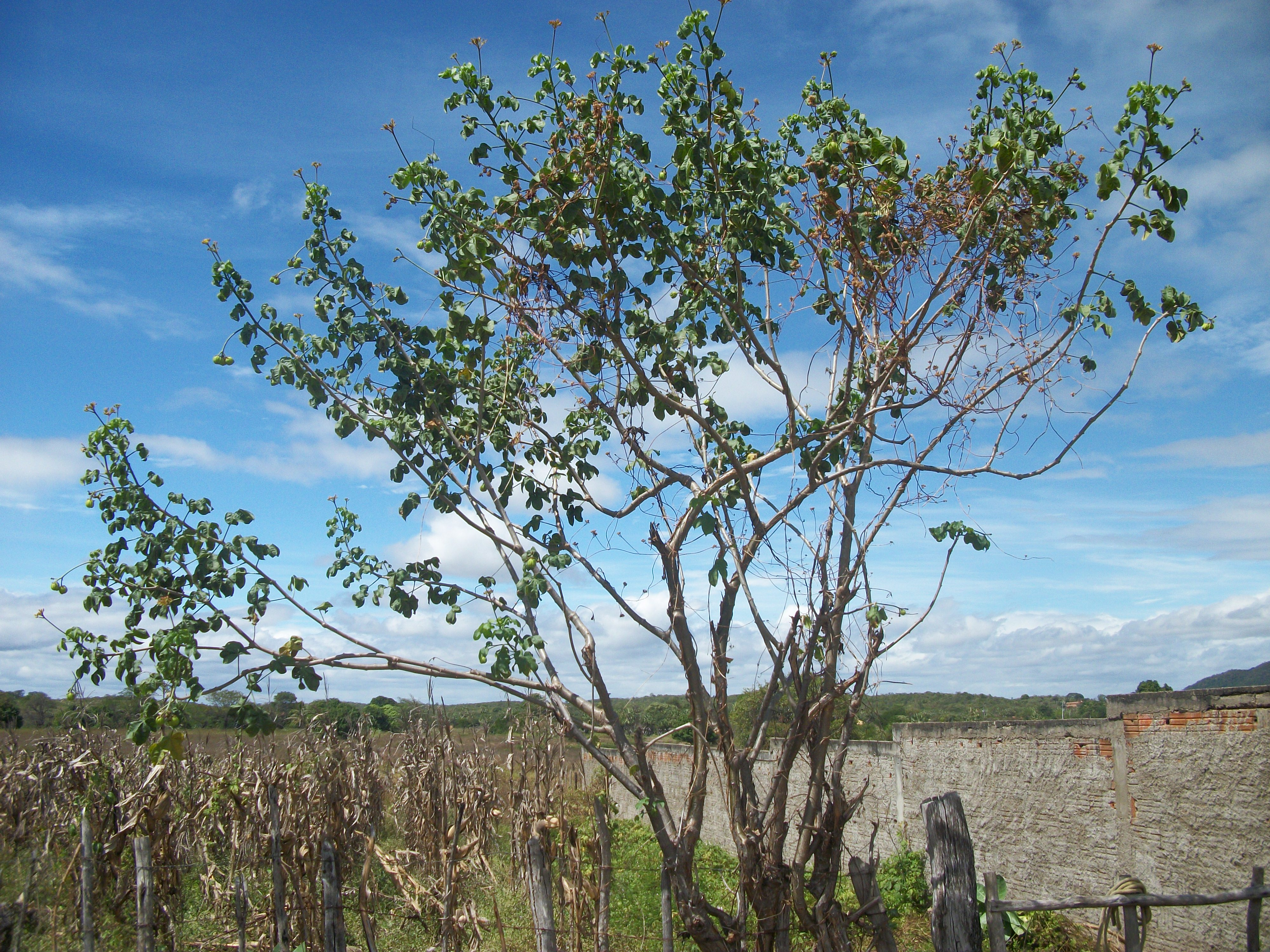